# 精工舎
精工舎（せいこうしゃ）は服部時計店（現・セイコーグループ株式会社）の製造・開発部門として設立された会社群が名乗っていた名前である。いずれも、セイコー本体または、創業家である服部家とその関連会社が大株主であった。
精工舎設立当時、服部時計店は企画・マーケティング・保守サービスを担当し、精工舎は、服部時計店からは独立した製造部門として、研究開発・設計・製造を行っていた。そのような「協業」によってSEIKOブランドの時計は、技術水準を高め、世界的に高い評価を得るに至った。
以下の通りいずれの会社も現在は「セイコー」を冠する社名に変更しており、1996年以降精工舎を称する企業は存在しない。セイコータイムクリエーション（掛時計・置時計・目ざまし時計）、盛岡セイコー工業（セイコーインスツルの元子会社で、現在はセイコーウオッチの子会社; 腕時計）、セイコーエプソン（腕時計）は、引き続きSEIKOブランドの時計を製造している。

## 一覧

### 株式会社精工舎（せいこうしゃ）
服部時計店の製造部門事業部である「精工舎」として1892年（明治25年）創立。
1937年（昭和12年）にウオッチ部門を株式会社第二精工舎として分離独立した。
1970年（昭和45年）には精工舎も服部時計店から分離し、株式会社精工舎となった。
株式会社精工舎の名前で1980年代初頭、OSとしてiRMX/86を標準搭載したスーパー・パーソナルコンピューター SEIKO 9500（本体価格228万円）、低価格のSEIKO 9100（本体118万円）を開発・販売していた。SEIKO 9100は、主記憶容量896KByte(最大)、20MByte(最大)のハードデイスクを内蔵。
1996年（平成8年）にセイコークロック株式会社とセイコープレシジョン株式会社に分割され、2社はセイコーホールディングス株式会社（現・セイコーグループ株式会社）の事業子会社となる。
セイコープレシジョン株式会社は、セイコータイムシステム株式会社、セイコーソリューションズ株式会社などに事業を移管し、2020年（令和2年）2月に解散した。セイコークロック株式会社は、2021年（令和3年）4月にセイコータイムシステム株式会社と合併し、セイコータイムクリエーション株式会社となった。

### 株式会社第二精工舎（だいにせいこうしゃ）
1937年（昭和12年）に精工舎のウオッチ部門が独立して創業。
1939年（昭和14年）、亀戸に本社工場が竣工。
太平洋戦争中の1943年（昭和18年）、桐生、富山、仙台、諏訪の各地に分散疎開。
亀戸工場は東京大空襲を含む日本本土空襲で壊滅。
終戦後の1949年（昭和24年）、疎開先の3工場を撤収し、諏訪に集約。
1983年（昭和58年）セイコー電子工業株式会社、1997年（平成9年）セイコーインスツルメンツ株式会社、2004年セイコーインスツル株式会社に社名変更。 
創業来、服部家を主要株主とする非上場企業であったが、2009年（平成21年）10月1日付けで株式交換によってセイコーホールディングスの完全子会社となった。子会社の盛岡セイコー工業株式会社などを通じて、セイコーウオッチ株式会社（セイコーホールディングスの事業子会社）向けに腕時計の開発・製造を続けていたが、2020年（令和2年）4月に当該子会社などウオッチ製造拠点・調達関連業務をセイコーウオッチに移管した。

### 株式会社諏訪精工舎（すわせいこうしゃ）

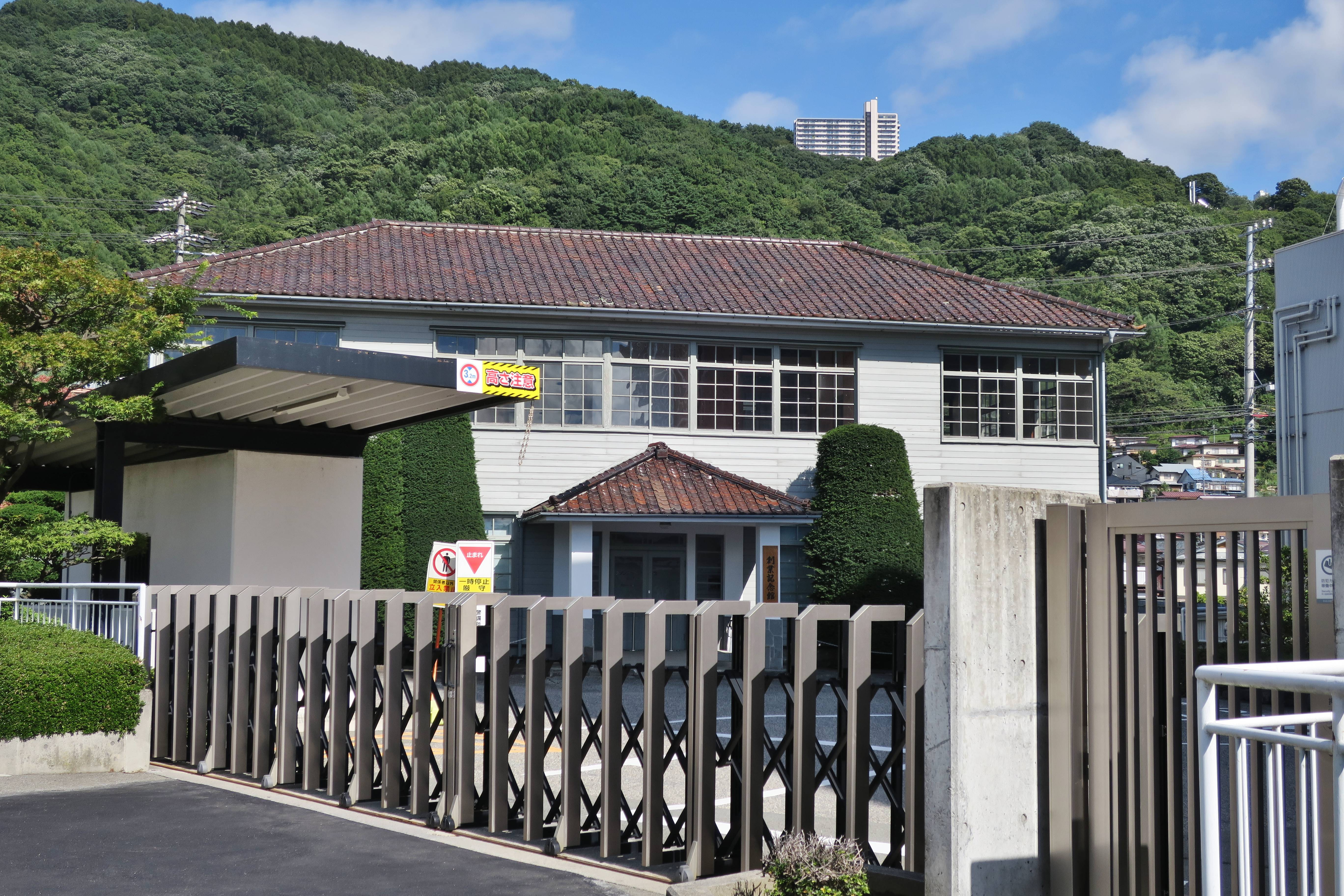
エプソンミュージアム諏訪 創業記念館（旧・有限会社大和工業事務棟、1945年竣工）

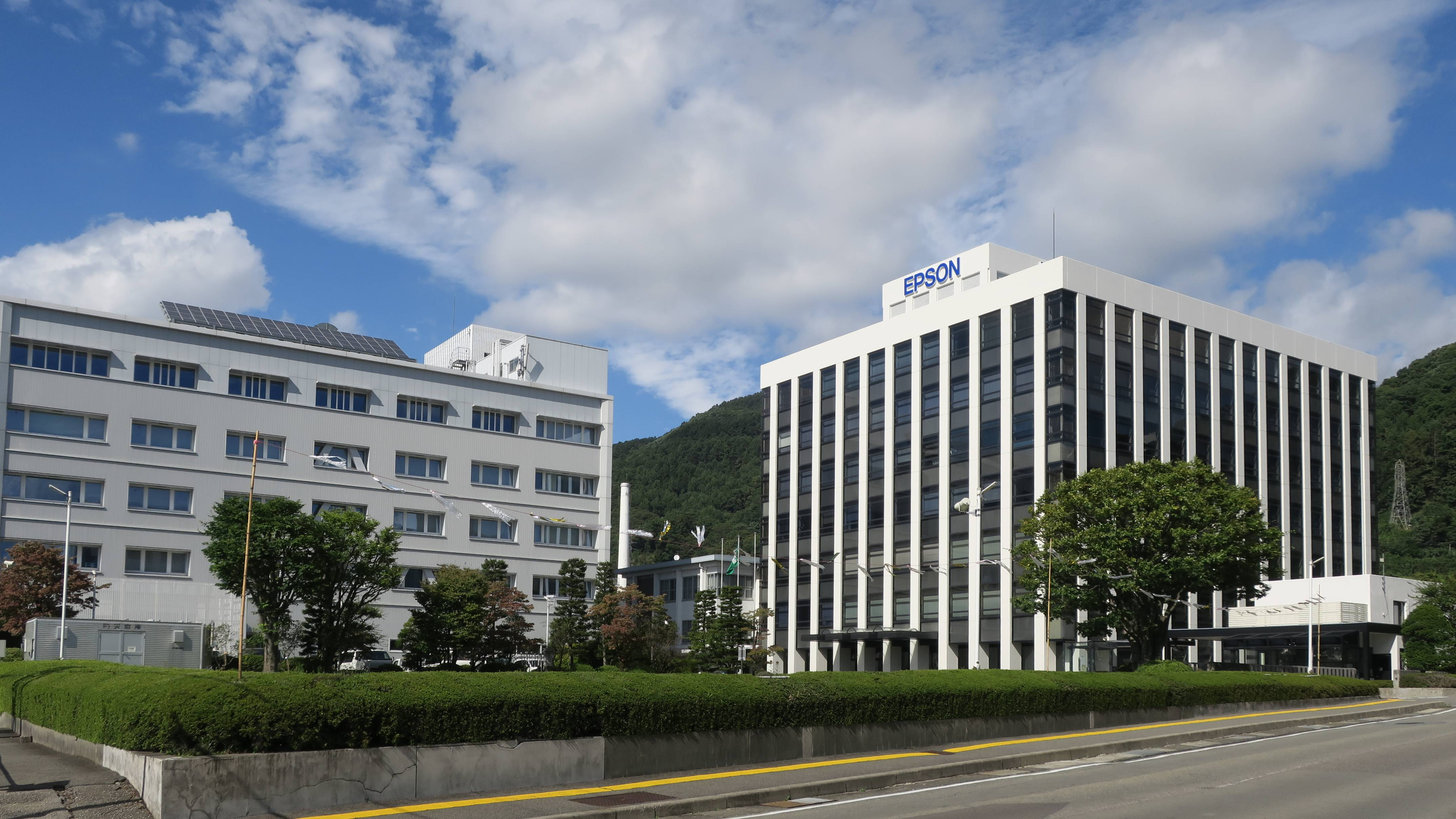
セイコーエプソン本社（2022年）

1942年（昭和17年）… 第二精工舎の協力会社として、有限会社大和工業を創立。
1943年（昭和18年）… 第二精工舎が工場を諏訪市ほかに分散疎開。大和工業の協力、地元の支援などもあり、第二精工舎諏訪工場は、終戦後も諏訪市でのウオッチ製造を続けた。
1959年（昭和34年）… 大和工業を母体に第二精工舎諏訪工場が吸収され、株式会社諏訪精工舎となる。
1961年（昭和36年）… 子会社として信州精器株式会社を設立。
1982年（昭和57年）… 信州精器がエプソン株式会社に商号変更。
1985年（昭和60年）… 諏訪精工舎が子会社のエプソンを吸収合併し、セイコーエプソン株式会社となる。
2003年（平成15年）… 東証1部上場。
現在もセイコーウオッチ向けに腕時計の開発・製造を行っているが、セイコーグループやセイコーウオッチ、セイコーインスツルからは独立した企業である（ただし、服部家の個人および関連会社が大株主として名を連ねている）。
「エプソン」のブランドが浸透しており、公式の企業名を記す場やウオッチ事業以外で「セイコー」の名を用いることは稀である。